# Tachyeres
Tachyeres sunt un gen de rațe din familia Anatidae care trăiesc la conul sudic al Americii de Sud, în Chile și Argentina. Dintre cele patru specii de păsări masive, doar Tachyeres patachonicus poate zbura; celelalte specii au aripile reduse dar chiar și T. patachonicus zboară rareori. Ele pot fi agresive și sunt capabile să alunge prădători precum petrelii. În natură se observă bătălii sângeroase ale rațelor între ele pentru dispute teritoriale. Ucid chiar și păsări de apă⁠(d) care sunt de câteva ori mai mari decât ele.

## Taxonomie
Genul Tachyeres a fost introdus în 1875 de zoologul englez Richard Owen pentru a acomoda rața aburitoare din Falkland. Denumirea genului Tachyeres, „care vâslește rapid”, provine din greaca veche ταχυ- „rapid” + ἐρέσσω „a vâsli”. Denumirea comună de „rațe aburitoare” a apărut deoarece, atunci când înoată rapid, ele își bat aripile în apă și își folosesc picioarele, creând un efect asemănător unei nave cu zbaturi.
De obicei, acestea sunt plasate în subfamilia rațelor Tadorninae⁠(d). Cu toate acestea, analizele secvențelor ADNmt ale genelor citocromului b⁠(d) și ale subunității⁠(d) 2 a NADH dehidrogenazei indică faptul că Tachyeres aparține mai degrabă unei clade distincte de rațe din America de Sud, care include și rața braziliană, rața cu creastă și rața cu aripi de bronz.

### Filogenie
Bazat pe Taxonomy in Flux de pe site-ul lui John Boyd.
|  | T. pteneres (Forster 1844)                                                                                |
|  | |
|  | \| \| T. patachonicus (King 1831) \| \| \| \| \| \| T. leucocephalus Humphrey & Thompson 1981 \| \| \| \| |
|  | |
|  | T. patachonicus (King 1831)                                                                               |
|  | |
|  | T. leucocephalus Humphrey & Thompson 1981                                                                 |
|  | |

|  | T. patachonicus (King 1831)               |
|  |                                           |
|  | T. leucocephalus Humphrey & Thompson 1981 |
|  |                                           |

|  | T. pteneres (Forster 1844)                                                                                |
|  | |
|  | \| \| T. patachonicus (King 1831) \| \| \| \| \| \| T. leucocephalus Humphrey & Thompson 1981 \| \| \| \| |
|  | |
|  | T. patachonicus (King 1831)                                                                               |
|  | |
|  | T. leucocephalus Humphrey & Thompson 1981                                                                 |
|  | |

|  | T. patachonicus (King 1831)               |
|  |                                           |
|  | T. leucocephalus Humphrey & Thompson 1981 |
|  |                                           |

### Specii
Există patru specii:
| Imagine | Denumire științifică    | Nume comun | Distribuție                                                |
| ------- | ----------------------- | ---------- | ---------------------------------------------------------- |
|         | Tachyeres patachonicus  |            | sudul Chile și Argentina, Țara de Foc și insulele Falkland |
|         | Tachyeres pteneres      |            | sudul Chile și Chiloé până la Țara de Foc                  |
|         | Tachyeres leucocephalus |            | Argentina                                                  |
|         | Tachyeres brachypterus  |            | Insulele Falkland din sudul Oceanului Atlantic.            |

Tachyeres leucocephalus a fost descrisă abia în 1981.